# Паскаль Дюсапен
Паскаль Дюсапен (фр. Pascal Dusapin; нар. 29 травня 1955 Нансі) — французький композитор.
Лауреат Великої Національної музичної премії Міністерства культури Франції (1995), Премії за перемоги в музиці як композитор року (2002), премії Чіно дель Дука (2005), командор Ордена мистецтв і літератури (2005), член Академії мистецтв у Мюнхені (2006), професор кафедри художньої творчості в Колеж де Франс на 2006-2007.

## Музика до фільмів
- 2005 — В його руках (фр. Entre ses mains)
- 2010 — Шурхіт кубиків льоду (фр. Le Bruit des glaçons)